# Converse (marca)

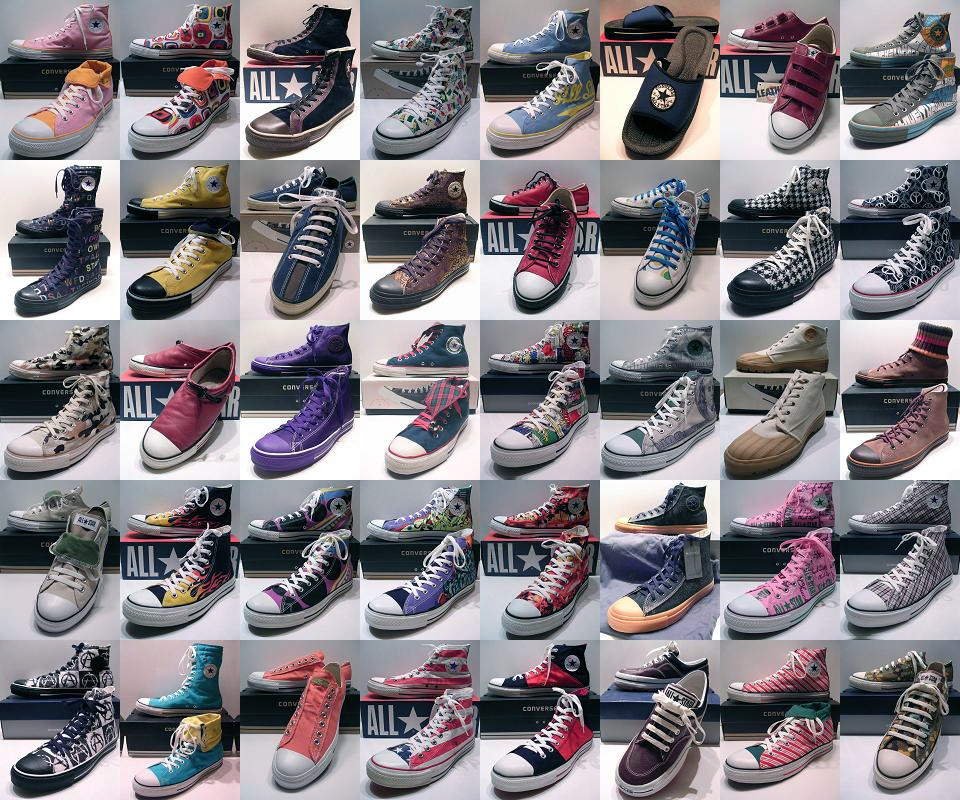
Varietat de models de Converse.

Converse és una empresa estatunidenca de calçat esportiu que manté operacions des de principis del segle xx.
El fabricant de sabates de cautxú Marquis Mills Converse va obrir la seva primera fàbrica a Malden (Massachusetts) el 1908. Els dissenys senzills i còmodes de Converse aviat van guanyar molts seguidors, però va ser una dècada després quan va començar el seu veritable "boom", en incloure la lona en la manufactura dels seus productes, doncs aquests es van fer molt més resistents i adequats per al bàsquet, esport que els va adoptar com les seves sabates oficials.
Chuck Taylor, estrella de l'època que sempre va demostrar la seva preferència per aquestes sabates esportives i que no solament es va convertir en l'ambaixador que va portar la imatge de Converse per tots els racons del món i dels Estats Units fins a la seva mort el 1969, i des de 1923 els va adoptar com a seus en aparèixer un pegat amb el seu nom i símbol a l'àrea del turmell de les sabates. A partir d'aquest moment, la línia seria coneguda com a Chuck Taylor All Star Converse, però la gent l'anomenaria simplement All Star. Amb la professionalització de la NBA, les exigències dels equips van augmentar i Converse va haver de deixar el seu clàssic color blanc i negre per adaptar-se a les noves èpoques i aportar els dissenys colorits i vistosos que les franquícies professionals requerien. Fins i tot van haver d'augmentar els materials i van introduir el vinil i la pell en honor de la seva supervivència com a marca i seguir sent els favorits d'Amèrica del Nord.
Amb el llançament de noves línies com la Jack Purcell i la Heritage, Converse va dominar el mercat en la dècada de 1970 i la dècada de 1980. La seva publicitat agressiva i intencional els col·locava com les sabates que estan per onsevulla —d'acord amb el popular comercial en el qual apareixia Larry Bird i Magic Johnson. No obstant això, les coses ja no anaven tan bé: l'aparició de Nike, Reebok i Adidas als Estats Units va representar una competència per la qual la companyia no estava preparada. Actualment hi ha diverses talles i models. El 8 de juliol de 2003 l'empresa va acceptar l'oferta de 305 milions de dòlars que Nike li va oferir.
La marca va traslladar les seves operacions de fabricació a algunes fàbriques al continent asiàtic, però va continuar amb l'esperit que la caracteritza de ser única, i fins i tot les seves edicions especials que també són per un temps limitat les quals ja no es tornen a produir.
La marca és usada per un gran nombre de gent de qualsevol tipus, podent ser portades en la seva majoria per gent amb corrents Punk, Emo, Gòtica, Rocker, Metall, etc. Això es deu al fet de ser un calçat realment original i versàtil que fins i tot es pot personalitzar. També per coincidir amb l'ètic i filosòfic moviment DIY. També, és clar; per les variants amb colors foscos o relacionats a aquestes subcultures.